# 왕의 이름으로 2
《왕의 이름으로 2》(영어: In the Name of the King 2: Two Worlds)는 2011년 공개된 영화로, 2007년에 공개된 《왕의 이름으로》의 속편이나, 전작과 스토리 관련성은 보이지 않는다.

## 출연

### 주연
- 돌프 룬드그렌
- 나타샤 말드

### 조연
- 로슬린 먼로
- 알렉스 파우노빅
- 헤더 도엑슨
- 마이클 애덤스웨이트
- 엘리자베스 로즌
- 마이클 테이겐
- 존 텐츠
- 제이미 스위츠
- 마이크 앤턴나코스
- 크리스토퍼 로저몬드
- 크리스티나 자스트젬브스카
- 나탈리 번
- 미카엘라 만
- 랄프 시거

## 기타
- 협력프로듀서: 밥 반 론켈
- 조감독: 마이클 벤드너
- 조감독: 빌 미젤
- 사운드슈퍼바이저: 커비 지나
- 미술: 릭 윌로프비
- 세트: 조쉬 플로
- 시각효과: 마이클 마시아스
- 분장: 레아 에만
- 헤어: 마니 웡
- 의상: 케리 웨인라우치
- 배역: 모린 웹
- 프로덕션매니저: 댄 클락